# Strychnos pungens
Mã tiền sa mạc (danh pháp hai phần: Strychnos pungens) là một loài thực vật có hoa trong họ Mã tiền. Loài này được Soler. miêu tả khoa học đầu tiên năm 1893.

## Hình ảnh

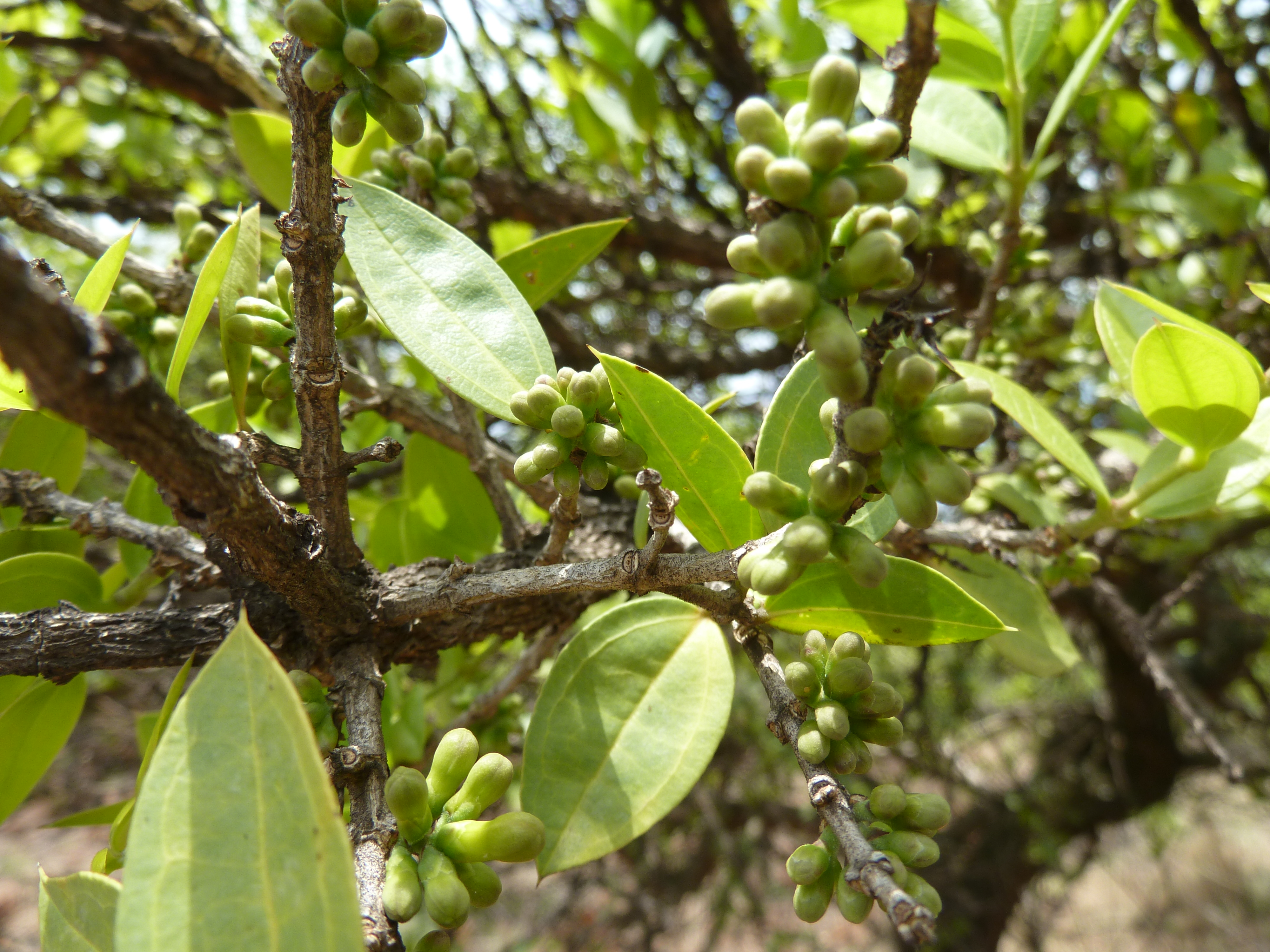
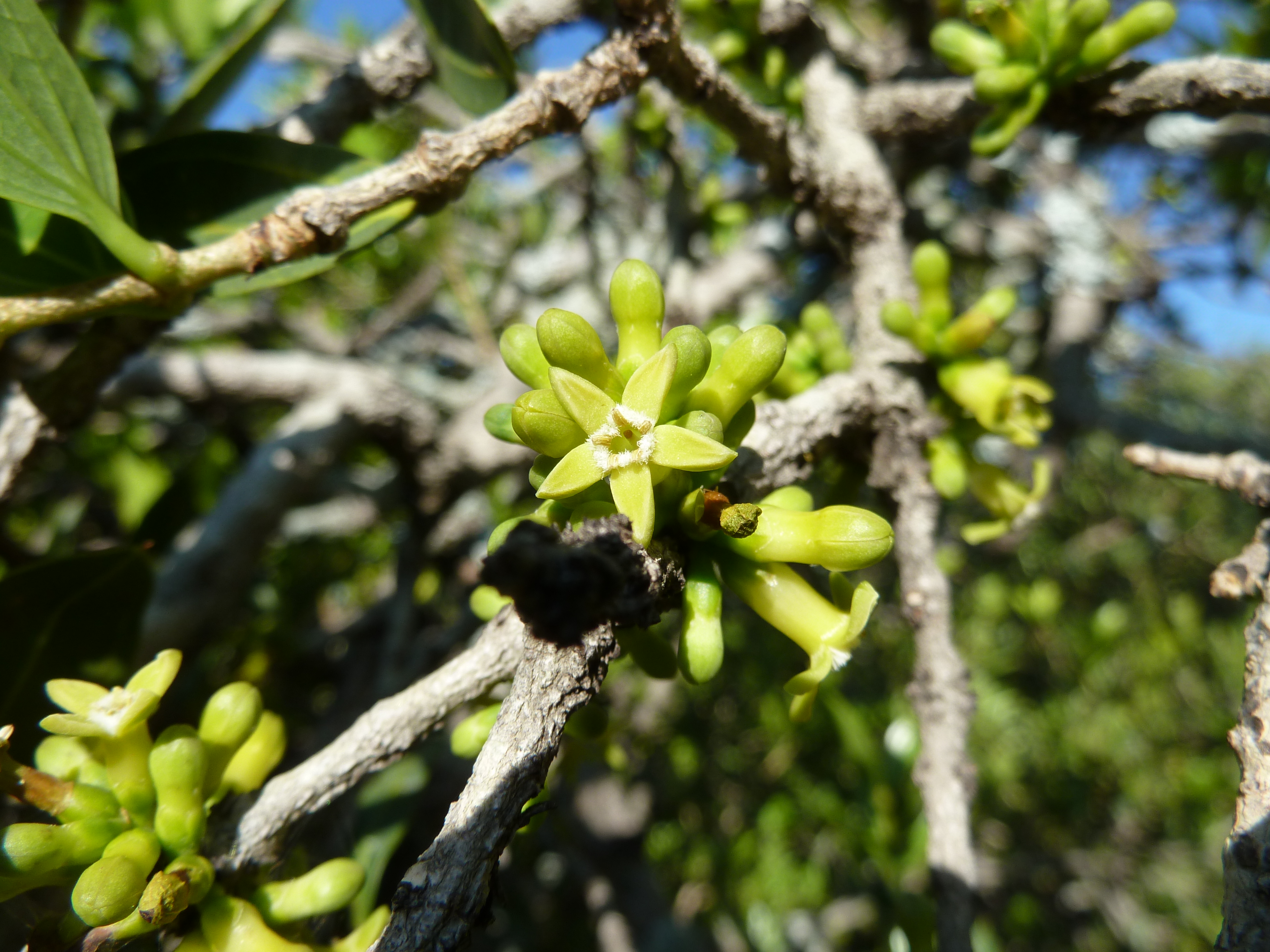
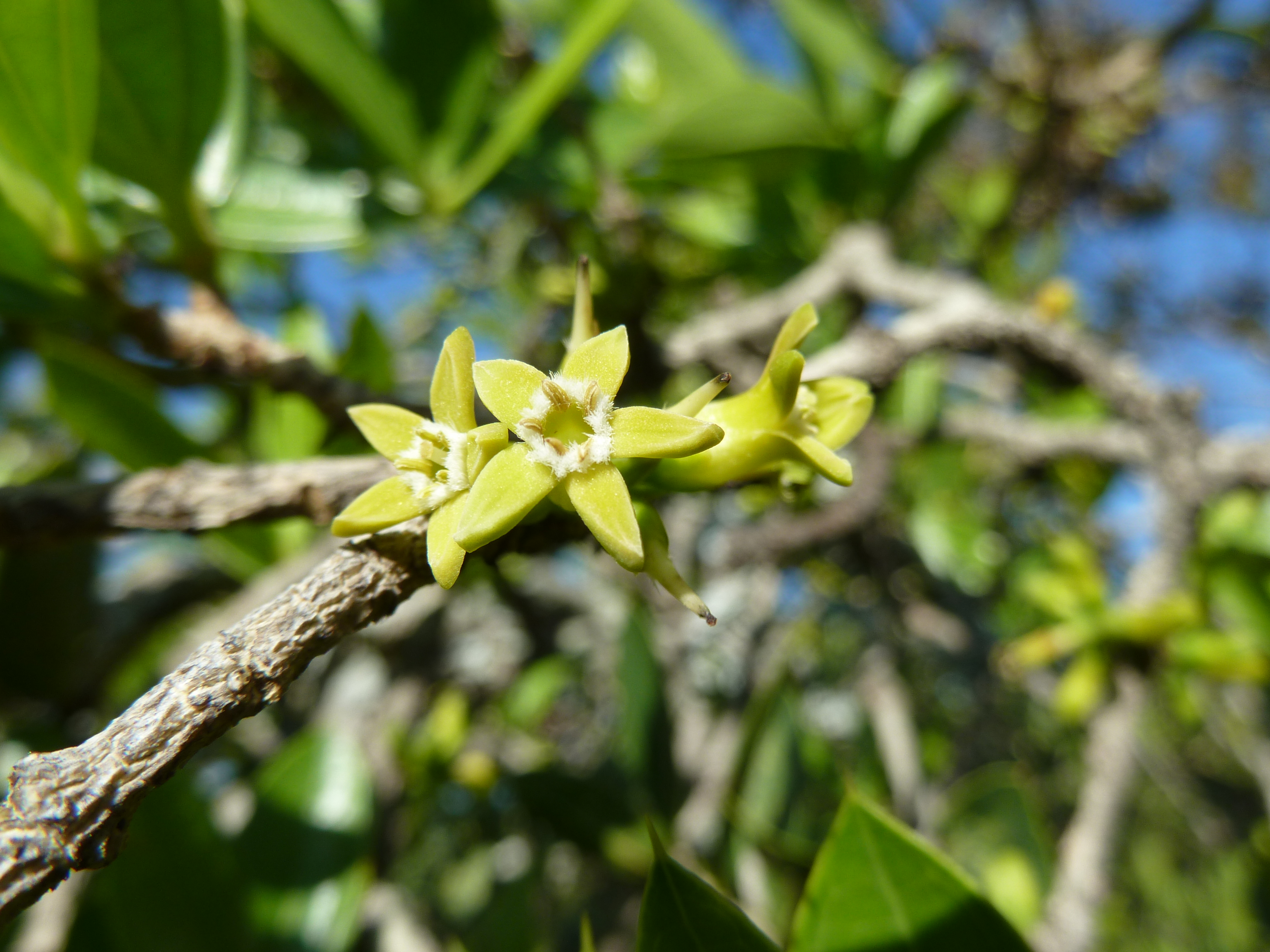
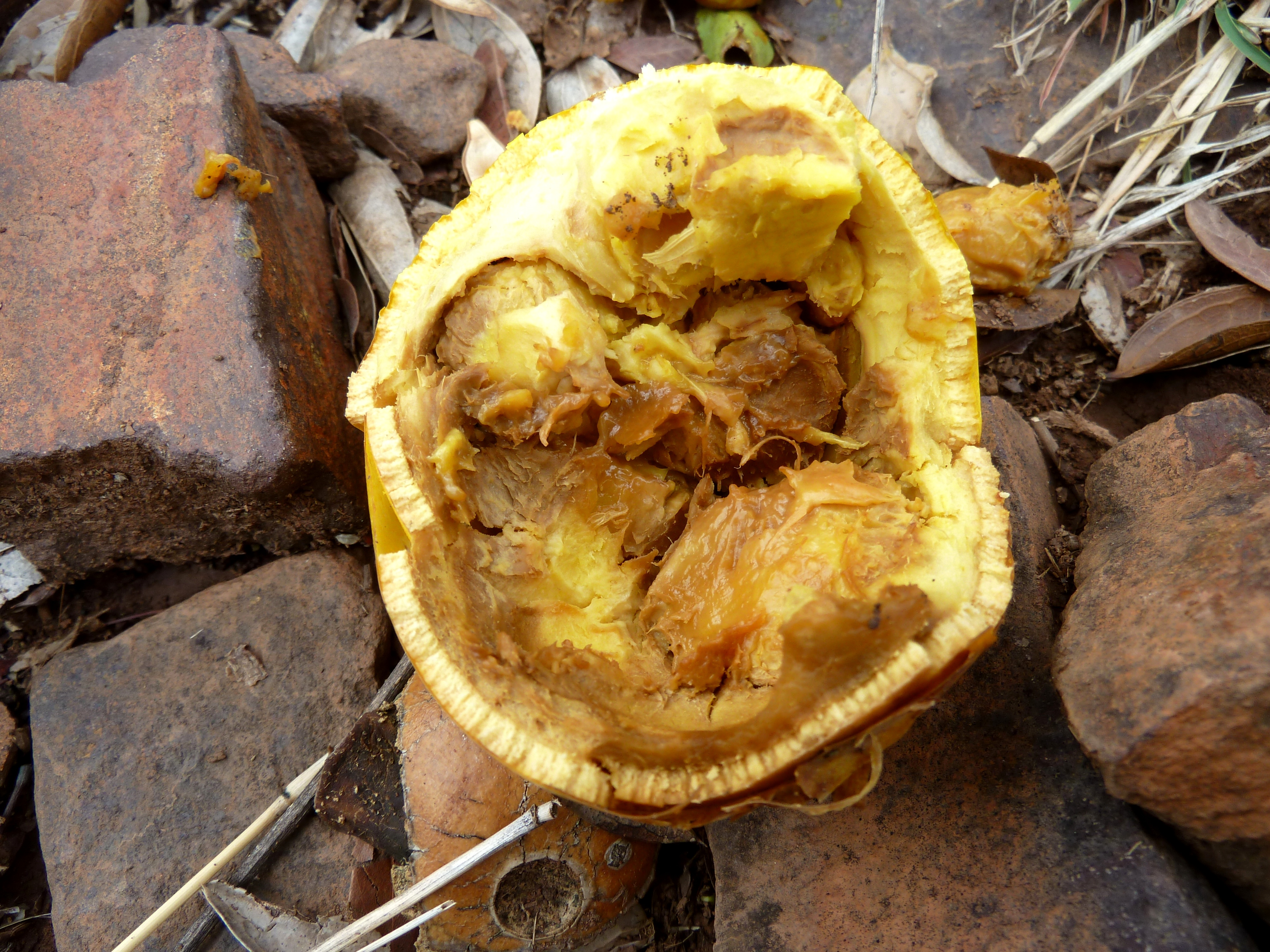